# SGI Altix

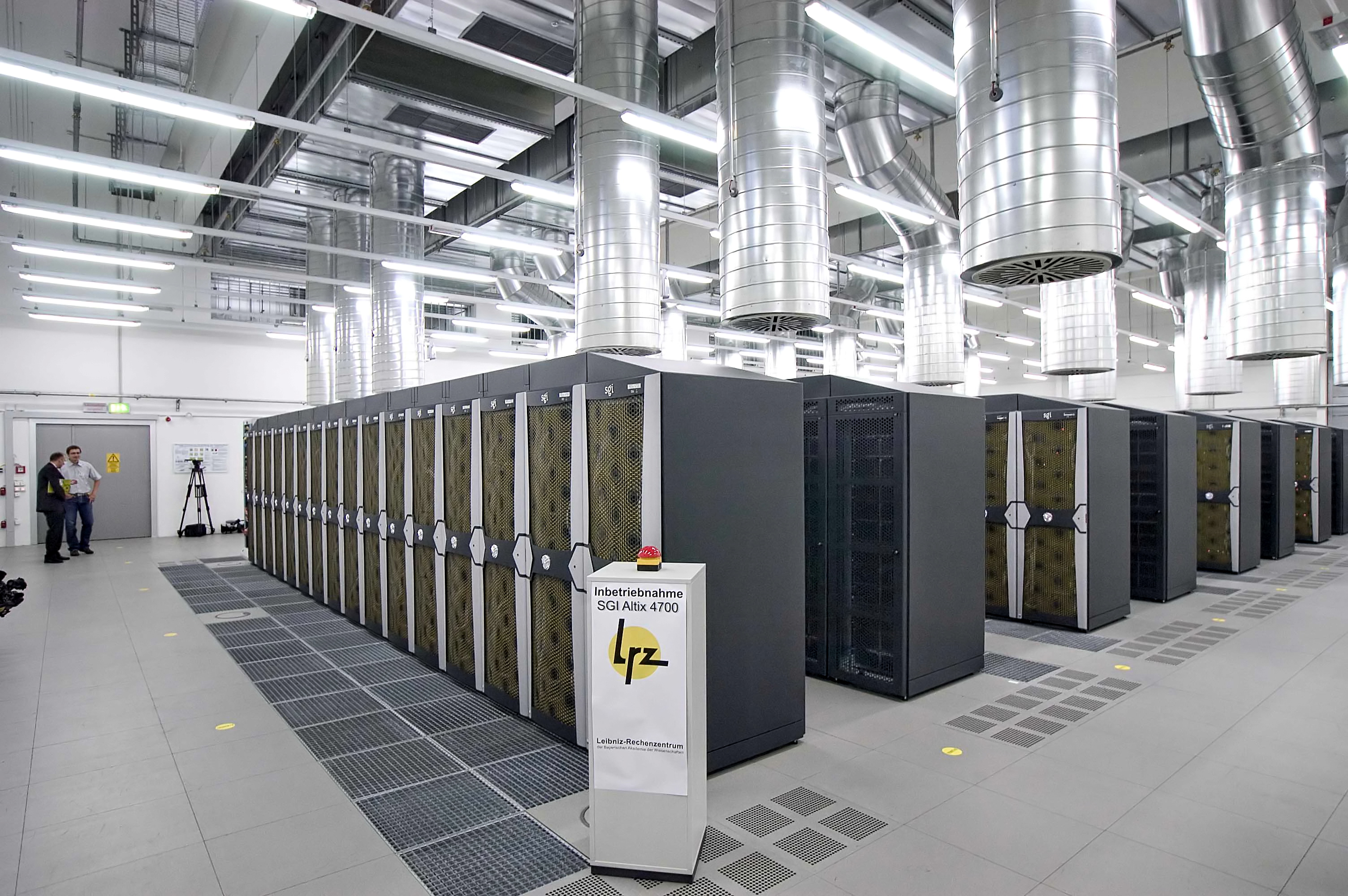
Systeme vom Typ SGI Altix 4700 des Höchstleistungsrechners Bayern II

Altix ist der Name einer Familie von Hochleistungsservern von Silicon Graphics (SGI), die mit Intel-Itanium-Prozessoren ausgestattet sind. Je nach Modell kann eine Altix bis zu 4096 Prozessoren haben. Als Betriebssystem wird ein angepasstes Linux eingesetzt.
Die Altix-Linie wurde 2003 mit der Altix 3000 eingeführt. Die Systemarchitektur (ccNUMA) und der mechanische Aufbau sind identisch mit der mit MIPS-Prozessoren ausgestatteten Origin 3000. Über die Zwischenstufe der Altix 3700, die im Wesentlichen eine höhere Integrationsdichte einführte, wurde 2005 die Altix 4700 eingeführt, mit einem ganz neuen Modularisierungskonzept, basierend auf Blades.
Werden Systeme der Altix-Familie mit einem Grafikmodul ausgestattet, werden sie als Prism bezeichnet.